# San Cipriano Po
San Cipriano Po (San Spariän in dialetto oltrepadano) è un comune italiano di 441 abitanti della provincia di Pavia in Lombardia. Si trova nella pianura dell'Oltrepò Pavese, sulla riva destra del Po.

## Storia
San Cipriano è noto fin dal X secolo, quando apparteneva alla chiesa di San Giovanni Domnarum di Pavia. Probabilmente poco dopo fu posto, insieme ai vicini centri di Stradella e Portalbera, sotto la signoria del vescovo di Pavia.
Tuttavia, in circostanze non chiare, San Cipriano si trovò in una situazione singolare, in quanto apparteneva per circa tre quarti al feudo di Broni (dal 1536 dei conti Arrigoni di Milano) e un quarto a quello di Stradella, che continuava ad appartenere alla mensa vescovile di Pavia. Pur costituendo un solo comune, era diviso in due giurisdizioni: la parte vescovile, chiamata anche Corte di San Cipriano, si trovava a sud, dove c'è la chiesa, mentre quella bronese era a nord. Tuttora il paese presenta due addensamenti che corrispondono a queste due parti. Questa situazione durò fino al 1797, quando fu abolito il feudalesimo.
In epoca napoleonica al comune di San Cipriano furono unite le due attuali frazioni Buffalora e Coste, che erano state fino ad allora comuni a sé: appartenevano agli stessi feudi che si dividevano il dominio su San Cipriano: Buffolora alla contea di Broni, Coste al feudo vescovile di Stradella e Portalbera.

### Simboli
Lo stemma è utilizzato dal comune anche se privo di un decreto di concessione ufficiale. Si può blasonare:
La fascia azzurra rappresenta il fiume Po.
Il gonfalone è un drappo di rosso.

## Società

### Evoluzione demografica
Abitanti censiti